# Håkan Broström
Håkan Broström (1955) is een Zweedse jazzsaxofonist en -fluitist.

## Biografie
Broström begon zijn muziekcarrière eerst in bluesbands en de reggaeformatie Rotpuls in 1982, wisselde daarna naar de jazz en was sinds de jaren 1970 lid van het Stockholmse circuit van de eigentijdse jazz en The Stockholm Jazz Orchestra o.l.v. Fredrik Norén. Samen met Tomas Franck formeerde hij de band Equinox (Zweedse jazzband van 1984) en speelde hij in 1988 in de bigband van Bob Brookmeyer (Dreams). Midden jaren 1990 was hij samen met Nils Landgren en Lennart Åberg lid van de band van de pianist Jan Wallgren (Raga, Bebop and Anything). Sinds begin jaren 1990 nam Broström voor het Zweedse Dragon Records drie albums op onder zijn eigen naam, waaraan muzikanten meewerkten als Bobo Stenson, Tim Hagans, Anders Kjellberg, Marc Copland en Jeff Hirshfield. In 2008 speelde hij in het kwartet met Joey Calderazzo, Martin Sjöstedt en Daniel Fredriksson.

## Discografie
- 1990: Dark Light (Dragon Records)
- 1994: Celestial Nights (Dragon Records)
- 1995: Still Dreaming (Dragon Records)
- 2014: Håkan Broström with the Norrbotten Big Band featuring Marilyn Mazur Episodes from the Past and the Future (Art of Life)

- Bibliothèque nationale de France: cb16662688n (data)
- Gemeinsame Normdatei: 136533035
- International Standard Name Identifier: 0000 0000 5555 9187
- Library of Congress Control Number: no98022208
- MusicBrainz: 2851cf1c-dde2-4f87-8634-503bffd1edc4
- Virtual International Authority File: 202149196275774790845